# Dichromodes personalis
Dichromodes personalis là một loài bướm đêm trong họ Geometridae.